# ウィリアム王子とキャサリン・ミドルトンの婚礼

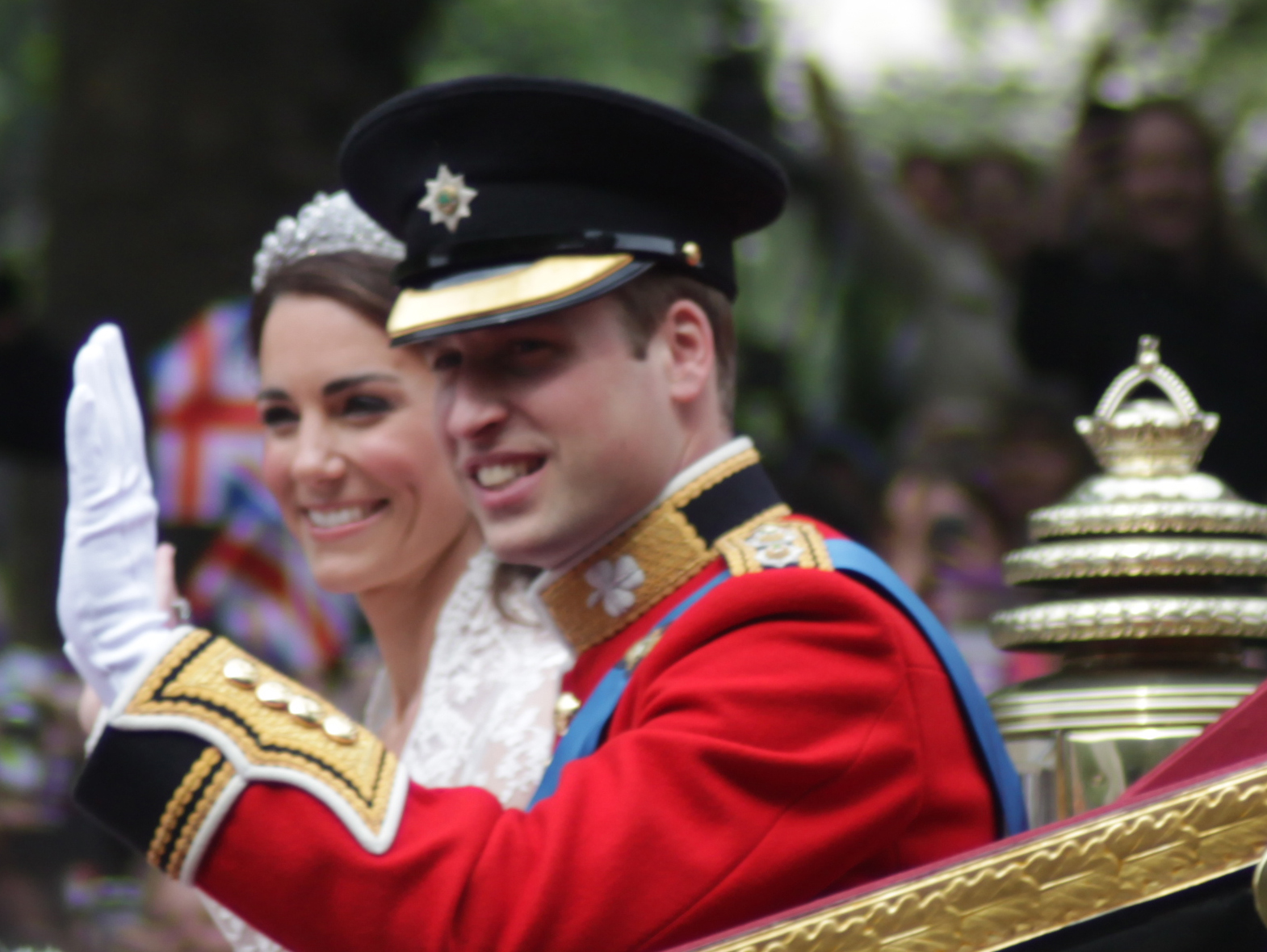
結婚式の直後、ザ・マルで観衆に手を振るケンブリッジ公爵夫妻

ウィリアム王子とキャサリン・ミドルトンの婚礼（ウィリアムおうじとキャサリン・ミドルトンのこんれい、Wedding of Prince William and Catherine Middleton）は、2011年4月29日にロンドンのウェストミンスター寺院で執り行われた。新郎のウィリアムは、チャールズ3世の長男、イギリス王位継承順位当時第2位（現在は1位）である。新婦のキャサリン・ミドルトンは、バークシャー、バックルベリーのマイケル・ミドルトンとキャロル・ミドルトンの3人の子供の長子である。ウェストミンスター寺院首席司祭のジョン・ロバート・ホールが式を主宰し、カンタベリー大主教のローワン・ウィリアムズが祝賀を、ロンドン主教のリチャード・シャルトルが説教を担当した。新婦の弟ジェームズが祝辞を述べ、新郎の介添人は弟のヘンリーが、新婦の花嫁介添人は妹のピッパが務めた。式には両家の親族の他、多くの外国の王族、外交官、そして夫妻が選んだゲストが出席した。結婚式後、2人は伝統に沿って、バッキンガム宮殿のバルコニーから謁見を行った。ウィリアムは法定推定相続人ではないことから、式は完全な国家行事としては行われず、約1900人の招待客の大半など詳細の部分の多くは2人に任された。
ウィリアムとキャサリンは、2001年に知り合った。2010年10月20日に婚約を行い、11月16日に公表された。結婚式の準備は多くのメディアの注目を集め、1981年に行われたチャールズ王子とダイアナ・スペンサーの婚礼と多くの面で比較された。結婚式の当日は、イギリスでは休日となり、多くの祝賀が行われた。コモンウェルス中でも結婚を記念するイベントが行われた。カナダ全域で、組織やホテルがイベントを開催した。イギリスでは、5000以上の道路でパーティーが開催され、ウェストミンスター寺院からバッキンガム宮殿に至る道には100万人が列を作った。世界中で数千万人以上が生中継で視聴した。YouTubeのRoyal Channelでは7200万人が視聴し、イギリスでは、ピーク時には2630万人がテレビ視聴し、総計は3670万人に達した。日本ではNHK BS1で「完全生中継　英国ロイヤルウエディング」（17:30 - 21:50）として放送された。

## 夫妻

ウィリアムとキャサリンの紋章を併せた紋章

ウィリアムはチャールズとダイアナの長子であり、エリザベス2世とフィリップの孫である。彼は、父に次いでイギリス王位継承順位第2位であった。結婚に際し、女王は彼にケンブリッジ公、ストラザーン伯、キャリクファーガス男爵の爵位を与えた。従って、ミドルトンは結婚後にHer Royal Highness The Duchess of Cambridgeとなった。
ウィリアムはルドグローブ小学校、イートン・カレッジ、セント・アンドルーズ大学で教育を受け、その後サンドハースト王立陸軍士官学校を経て近衛騎兵隊のブルーズ・アンド・ロイヤルズに配属された。後にイギリス空軍に転属し、捜索救助隊のパイロットとなった。
キャサリン・エリザベス・ミドルトン(通称：ケイト)は、マイケル・ミドルトンとキャロル・ミドルトンの間に生まれた3人の子供の長子である。彼女はマールボロ・カレッジ、セント・アンドルーズ大学を卒業した。卒業後、彼女は小売店で勤務し、その後、両親の会社でアクセサリーのバイヤーやカタログのフォトグラファーを務めた。彼女はほぼイングランド系の家系であるが、わずかにスコットランドやフランスの血が混じっている。父の家系はウェスト・ヨークシャーのリーズが出自であり、母方の家系ハリソン家はダラムが出自の炭鉱夫等の労働者階級であった。ウィリアムとキャサリンは、トーマス・フェアファクスを共通の祖先として持つ15親等離れたいとこと考えられている。
2人は、セント・アンドルーズ大学の学部生であった頃に出会い、1年目にはどちらもセント・サルバトール寮で暮らし、その後2年間は町で共同生活を送った。

## 婚約の公表
2010年11月16日、クラレンスハウスは、ウィリアムが「2011年の春か夏に、ロンドンで」キャサリン・ミドルトンと結婚する予定であると発表した。彼らは2010年10月、ケニヤでの休暇中に婚約した。ウィリアムはキャサリンに、父がダイアナに贈ったものと同じ、セイロン産の12カラットの楕円のサファイアと14個の丸いダイヤモンドをあしらった18カラットホワイトゴールドの婚約指輪を贈った。ほぼ同時期に、結婚後、2人はウィリアムの勤める空軍基地のあるアングルシー島で生活することも発表された。

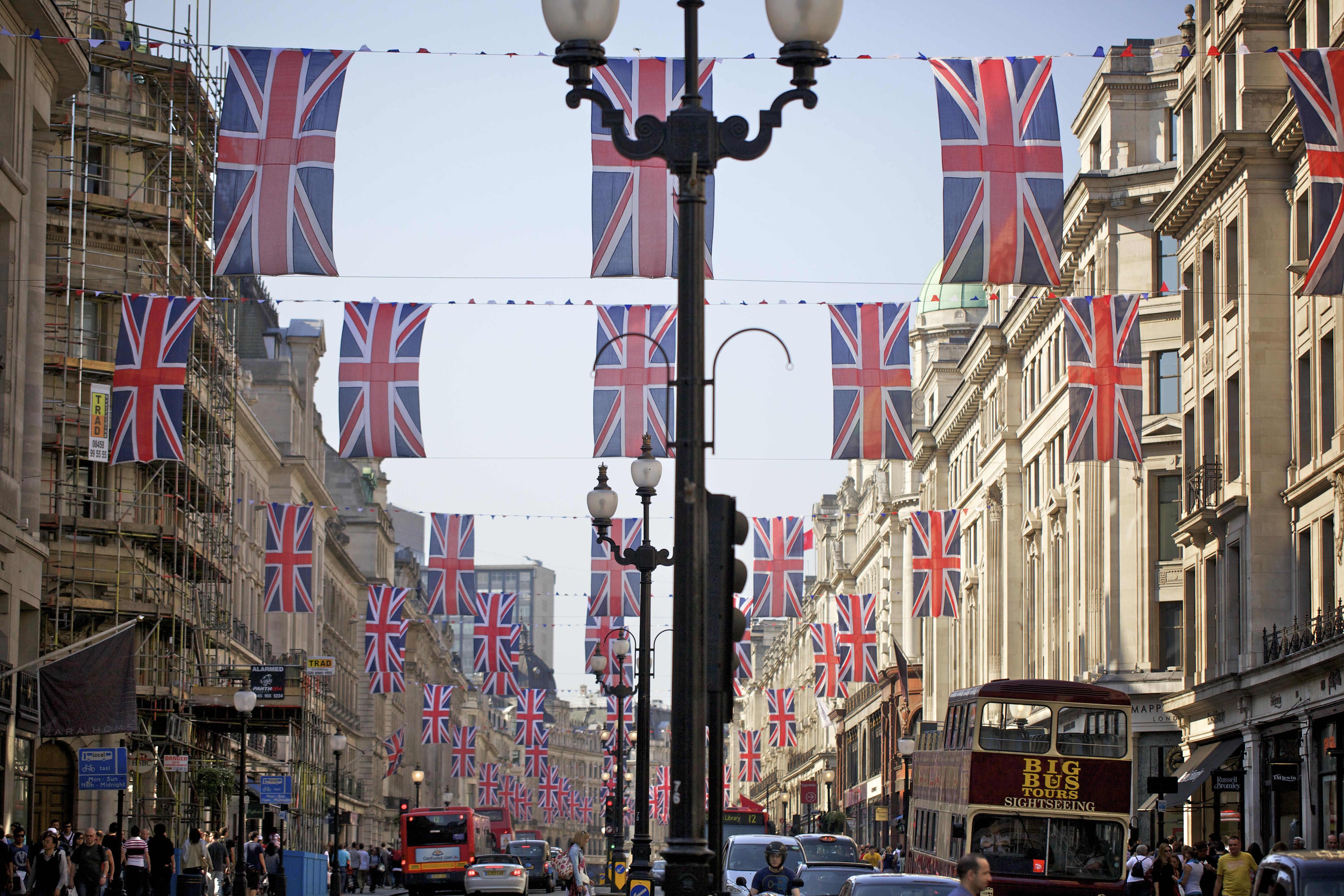
結婚式の数日前、数十のイギリスの国旗がリージェント・ストリートに掲げられた。

父のチャールズは、「興奮している…。彼らは十分に経験を積んでいる。」と語り、祖母のエリザベス2世は、2人に「完全な祝福」を表明し、婚約の日の朝に枢密院において、Royal Marriages Act 1772で必要とされている公的な承認を彼女に与えた。祝福は、穏健派のオーストラリアの首相ジュリア・ギラードら英連邦の首相からも寄せられた。
共和党的な思考を持つウィルズデン主教補佐のピート・ブロードベントは、婚約の発表について、Facebook上に否定的な反応を示した。彼は後に自身の言葉が「攻撃的」だったことに気づき謝罪したが、彼の上司のロンドン主教リチャード・シャルトルは、「別途通知があるまでの間」、彼に公衆の前に出ることを禁じた。
発表後、2人はITVニュースの政治部長トム・ブラッドバイの独占インタビューを受け、セント・ジェームズ宮殿で撮影会を開催した。2010年12月12日、バッキンガム宮殿は公式の婚約写真を配信した。その写真は、11月25日にセント・ジェームズ宮殿で、写真家のマリオ・テスティーノによって撮影されたものであった。
2010年11月23日、結婚式の日取りが2011年4月29日金曜日と決まった。枢密院における女王は、2010年12月15日に、結婚式の日をイギリス中の祝日とすることを命じた。また、この日は、バミューダ諸島、ケイマン諸島、ジブラルタル、フォークランド諸島、モントセラト、タークス・カイコス諸島といったイギリスの海外領土及びガーンジー、ジャージー、マン島のイギリスの王室属領でも公的な祝日として宣言された。4月29日はスコットランド議会の選挙の投票日及び2010年イギリス総選挙の順位指定投票の投票日の6日前であったため、政治的な発言もなされた。ストラスクライド大学の政治学教授ジョン・カーティスは、スコットランドの選挙にとってこの日取りは「不運」であり、「王室が政治的論争の中に入っているように見える」と語った。

## 計画
備考: 全ての時刻は、英国夏時間 (GMT+1)である。
1月5日、セント・ジェームズ宮殿は、式は11時から始まり、新婦は伝統的な馬車ではなく自動車で寺院に到着すると発表した。計画されたルートは、ザ・マルに沿ってホース・ガーズ・パレードを通り、ホワイトホールを下って寺院に到着するというものだった。事前に、ロンドン交通局を含む自動車運転者は、結婚式当日はロンドン中心部の道路が閉鎖されると警告を受けた。

### 費用

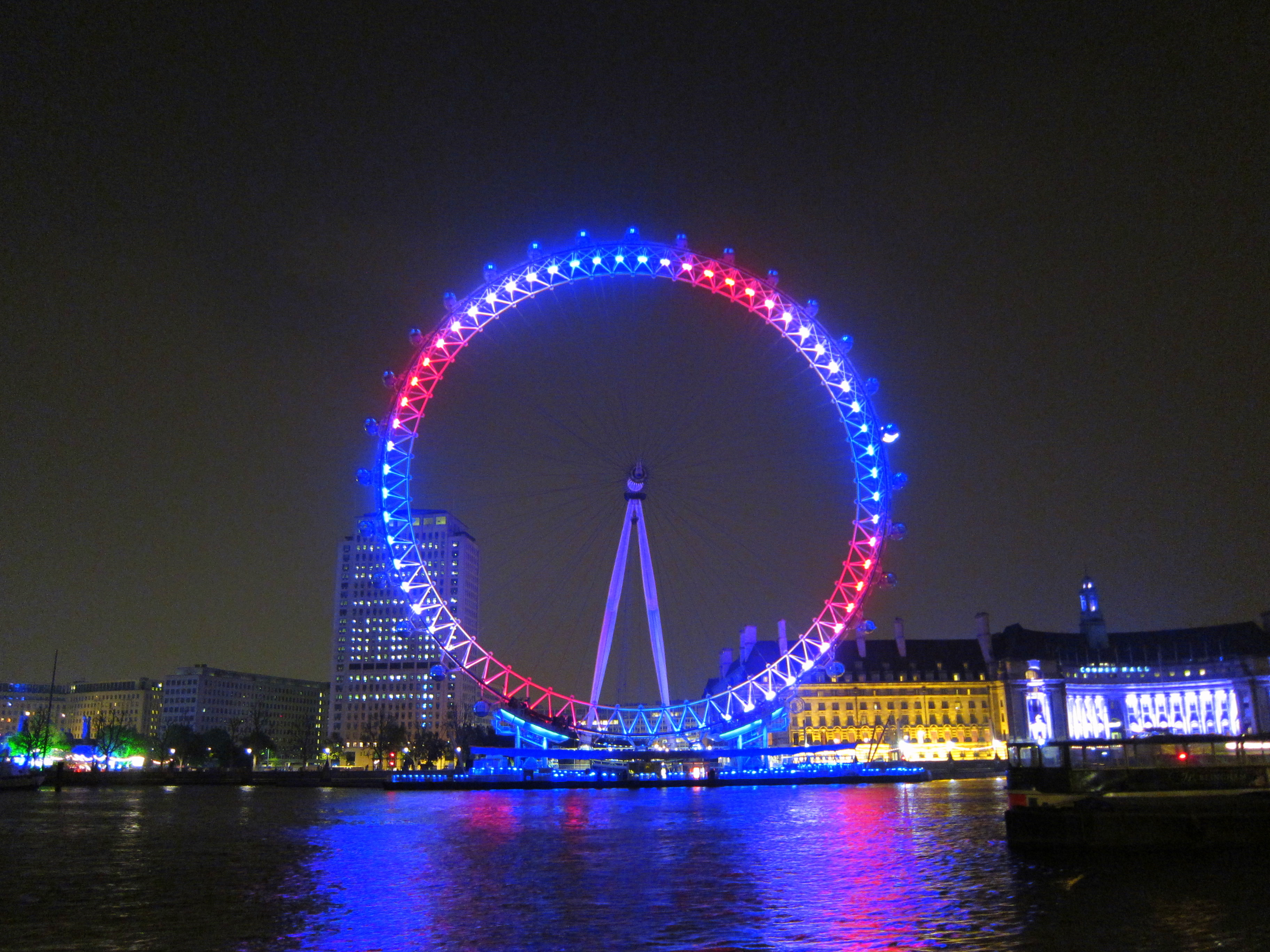
結婚式当日の夕方、ロンドン・アイは、赤、白、青のイギリス国旗の色で照らされた。

結婚式自体の費用は、王室とミドルトン家が負担したが、警備と移動の費用は大蔵省から支出された。夫妻は、伝統的なウェディングギフトの代わりにチャリティーへの寄付を申し出、ニュージーランドのカンタベリー地震、カナダ沿岸警備隊協力隊、フライングドクター、ロンドン動物学会等の支援を目的としたThe Prince William and Miss Catherine Middleton Charitable Gift Fundを設立した。
結婚式に要した費用の総額は、2000万ポンドに上ったと報じられている。オーストラリアの新聞ヘラルドサンは、警備に3200万オーストラリアドル、装花に80万オーストラリアドルと見積もっている。祝日が1日増えた分の経済効果は、12億ポンドから60億ポンドの間と推計している。イギリス政府観光庁は、結婚式が招いたイギリスへの旅行ブームは数年間続き、400万人の旅行者が増加し、20億ポンドを集めたと予測した。しかし、英観光庁の研究・予測部門の長デヴィッド・エドワーズは、婚約発表の2日後にイギリスへの旅行が落ち込んだ証拠があることを示唆した。彼はまた、イギリスへの旅行者は1981年7月のチャールズとダイアナの結婚や1986年7月のアンドルーとセーラの結婚の際にも、別の年の同時期と比べて大きく落ち込んだことを示した。

### 招待客
2月16日及び17日、3枚の招待客のリストが女王の名の下に配布された。この結婚式は国家行事ではないため、チャールズ王子とダイアナ・スペンサーの婚礼に招待された多くの客が招待されなかった。1枚目のリストには、寺院での結婚式に招待される約1900人が掲載された。2枚目のリストには、バッキンガム宮殿での女王主催の昼食会に招待される約600人が掲載された。3枚目のリストには、チャールズ皇太子主催の夕食会に招待される約300人が掲載された。
結婚式への招待客の半数以上は、夫妻の家族か友人であったが、コモンウェルス各国の首長や宗教組織の人物、外交官、軍人、イギリスや外国の王族、ウィリアムの仕事の関係者等が出席した。セント・ジェームズ宮殿は招待客の名前を公表しなかったが、外国人を除きカテゴリー別の内訳は公表した。アイルランドの最高位聖職者ショーン・ブレイディの招待とその受入れは、アイルランド主教の広報担当者から、「前代未聞」と評された。広報担当者は、ショーン・ブレイディの招待を北アイルランドの平和への貢献のおかげとした。

### ルート

新郎の入場及び新郎新婦の退場の経路。

式場までの新郎とその一族のルートは、バッキンガム宮殿からウェストミンスター寺院まで、ザ・マルに沿って、クラレンスハウスを通過し、ホース・ガーズ・ロード、ホース・ガーズ・パレードを通り、パーラメント・スクエア南面のホワイトホールを通るものだった。結婚式後、夫妻は馬車で同じルートを戻った。
| 新郎は、弟（左）とともにベントレーで入場した。新婦は、父（右）とともにロールス・ロイスで入場した。 |  | 新郎は、弟（左）とともにベントレーで入場した。新婦は、父（右）とともにロールス・ロイスで入場した。 |
| 新郎は、弟（左）とともにベントレーで入場した。新婦は、父（右）とともにロールス・ロイスで入場した。 |  | |

午前6時、ルート上及びその周りの交通が封鎖された。8時15分にはコモンウェルスの総督、首相、外交官らが全て寺院に到着した。ウィリアムとヘンリーはクラレンスハウスをベントレー・ステートリムジンで10時10分に出発し、10時18分に到着した。続いて、外国の王族、ミドルトン家、そして最後に王室（チャールズ、カミラ、アン、ティモシー・ローレンス、アンドルー、ベアトリス、ユージェニー、エドワード、ソフィー）が到着した。伝統に従って、エリザベス2世とフィリップが最後にバッキンガム宮殿を出発し、10時48分に寺院に到着した。新婦の親族はゴーリングホテルをロールス・ロイス・ファントムVIで10時52分に出発し、式が始まる11時ちょうどに到着した。
式は12時15分に終了した。その後、新しく夫妻となった2人は、王室、両家の両親、介添人を伴ってバッキンガム宮殿まで移動した。午後1時25分、2人は、アブロ ランカスター PA474、スーパーマリン スピットファイア、ホーカー ハリケーン、ユーロファイター タイフーン、トーネード IDS等の戦闘機の低空飛行を見るために、バッキンガム宮殿のバルコニーに現れた。

## 式

### 会場

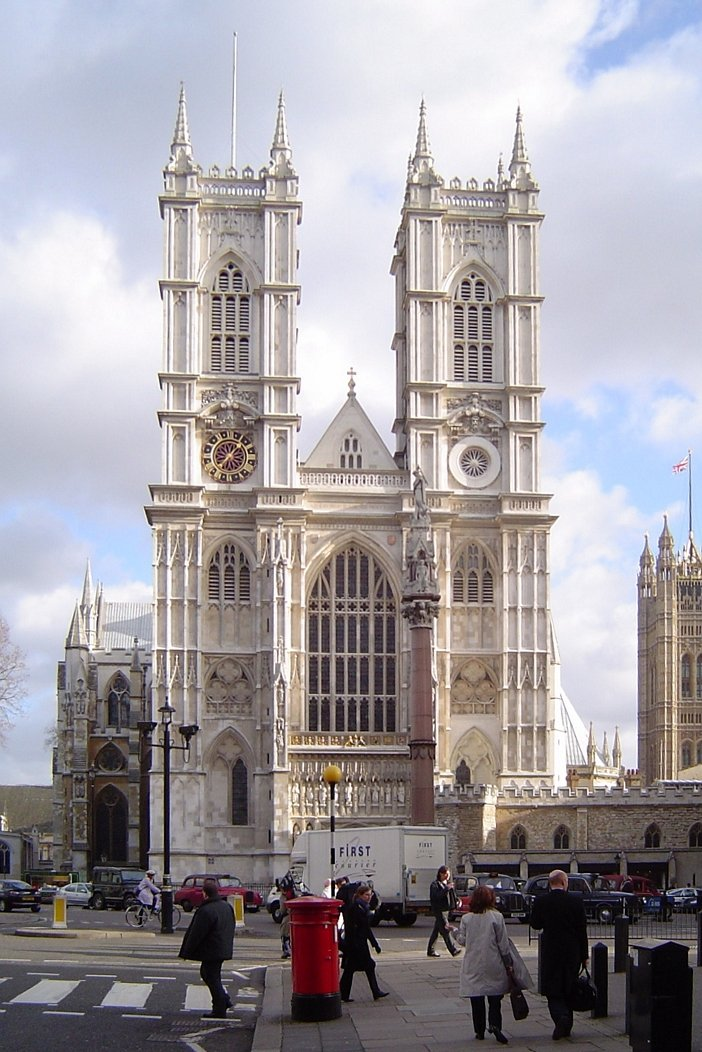
ウェストミンスター寺院は、王室の戴冠式や結婚式の会場となっている。

960年に建てられたウェストミンスター寺院は特別な地位を持ち、王室の私有財産である。寺院は1066年以来戴冠式が行われる場所であったが、20世紀前半から、王室の結婚式が行われる場所となった。1918年以前には、ほとんどの王室の結婚式は、セント・ジェームズ宮殿のチャペル・ロイヤルやウィンザー城の聖ジョージ礼拝堂で行われていた。通常は2000人を収容できる寺院では、前世紀の王室の結婚式のほとんどが行われた。その中には、1947年のエリザベス王女とフィリップ・マウントバッテンの婚礼や1960年のマーガレット王女とアンソニー・アームストロング＝ジョーンズの婚礼（en）、1973年のアン王女とマーク・フィリップスの婚礼、1986年のヨーク公爵とセーラ・ファーガソンの婚礼が含まれる。婚礼のために、寺院の内部には、高さ20mの6本のコブカエデと2本のセイヨウシデからなる並木道が新たに設置された。

### 披露宴
王室の伝統を破り、新郎は盾持ちではなく弟のヘンリーを介添人とし、新婦は妹のピッパを花嫁介添人とした。また、4人の花嫁付添人と2人の小姓がついた。エドワードとソフィーの7歳の娘ルイーズ・ウィンザー、デイヴィッドとセリーナの8歳の娘マーガリタ・アームストロング＝ジョーンズ、2人の友人Hugh van Cutsemの3歳の娘Grace van Cutsem、カミラの3歳の孫娘Eliza Lopes、ウィリアムの個人秘書Jamie Lowther-Pinkerton少佐の10歳の息子William Lowther-Pinkerton、ウィリアムとヘンリーのかつての乳母Tiggy Legge-Bourkeの3歳の息子Tom Pettiferである。

### 衣装

#### 新婦

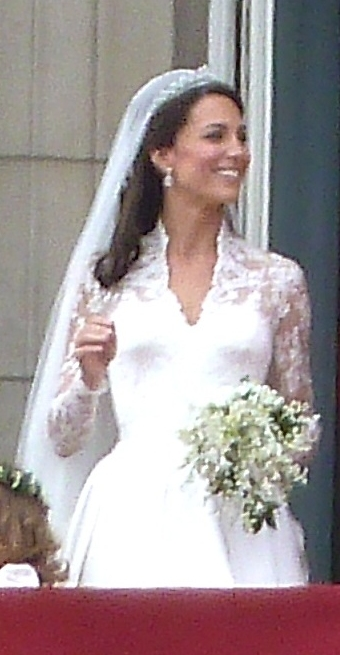
ウェディングドレスを着たキャサリン

ロンドンに拠点を置くアレキサンダー・マックイーンのデザイナー、サラ・バートンがデザインしたウェディングドレスは、本しゅすで作られ、重層したレースの胴着とアップリケのついたスカートからなっていた。胴着のレースは、1820年代のアイルランドのカリクマクロスと呼ばれる技法を用いた手作りで、チュール地からバラ、アザミ、ラッパスイセン、シロツメクサの形に切り取られ、それらをニードルレースの技法を用いて、アイボリー色の絹のチュール布にあしらったものである。レースのアップリケだけは、ハンプトン・コート宮殿に所在する王立刺繍学校の手作りであった。ベールは、1936年に作られ、女王から彼女に貸与されたカルティエのティアラで固定された。これは女王の父ジョージ6世が、兄エドワード8世の後を継いでイギリス王となる3週間前に、妻のエリザベスのために購入したものである。エリザベス2世は、18歳の誕生日にこのティアラを母から譲られた。1981年の結婚式の際にダイアナに起こったように、ティアラが抜けるのを防ぐために、キャサリンのスタイリストは「ティアラが乗る場所を作るように頭の頂部の髪を逆毛立たせ、中央部に小さな三つ編みを作って縫い付けた」。
サムシング・フォー("Something old, something new, something borrowed, something blue")の慣習にのっとって、ミドルトンのドレスには伝統的なカリクマクロスのレースのアップリケが使われており(the "old")、ダイアモンドのイヤリングは彼女の両親から贈られたものであり(the "new")、ティアラは女王から貸与されたものであり(the "borrowed")、胴着には青いリボンが縫い込まれていた(the "blue")。靴もアレキサンダー・マックイーンのものであり、ドレスのアップリケに似つかわしいレースの模様があしらわれていた。
デレク・コノリーがデザインした新婦の持つ盾型のブーケには、ギンバイカ、スズラン、アメリカナデシコ、ヒヤシンスの花が使われた。
ミドルトンの髪は、Richard Ward SalonのJames Pryceによって緩く巻かれた。また、彼女はArabella Prestonから個人的なメイクのレッスンを受けた。披露宴ではボビイブラウンのHannah Martinがメイクの補助を担当したが、ほとんどは自身で行った。その見た目は、「柔らかい黒系のアイシャドウを塗った目」にピンクのリップとチークと説明されている。爪は、ネイリストのMarina Sandovalが、彼女の肌とドレスを引き立たせる「薄いピンク」と「透き通ったベージュ」の2色で塗った。

#### 花嫁介添人
花嫁介添人のピッパも、アレキサンダー・マックイーンのサラ・バートンがデザインしたドレスを着用した。新婦のドレスと同じボタンやレースの装飾をあしらった「重いアイボリーの本しゅす地のちりめん」と説明される。姉と同様に、彼女にもボビイブラウンのHannah Martinがメイクを補助したが、当日誰が実際にメイクを行ったかは明らかになっていない。髪は、Richard Ward Salonによって、上半分が緩く巻かれ、キャサリンのブーケに合わせたキヅタとスズランのヘアピースが飾られた。
この若い花嫁介添人は、Nicki Macfarlaneがデザインし、娘のCharlotteの助けを得てウィルトシャーとケントの自宅で手作りしたドレスを着用した。ドレスは、新婦のドレスと合わせ、布地の種類や背中のボタンの並び方等を同じにした。それらは「バレリーナの長さの、完全な、ボックスプリーツのあるスカート」と説明され、クリュニーのレースをつけて仕上げられた。キヅタとスズランでできたヘアピースは、母キャロルが1981年の結婚式で着用したものを参考にしている。
全ての花嫁介添人は、Devon-based Rainbow Clubがデザインした、スワロフスキーの水晶のバックルをあしらったメリージェーン型の靴を履いた。彼女らの花は、Shane Connollyがデザインして作ったもので、キャサリンのブーケを再現したものであり、スズラン、アメリカナデシコ、ヒアシンスで構成されている。
小姓の衣装はKashket and Partnersがデザインした「1820年代の近衛歩兵」のスタイルに、ウィリアムが大佐を務めるアイルランド近衛連隊の記章をあしらったものである。金色で縁取りをした赤いチュニックで、襟にはアイルランドを象徴するシロツメクサがあしらわれた。小姓は、アイルランド近衛連隊が王室に謁見する際に伝統的に身につける房のついた金色と深紅色のサッシュを腰に巻いた。

#### 新郎と介添人

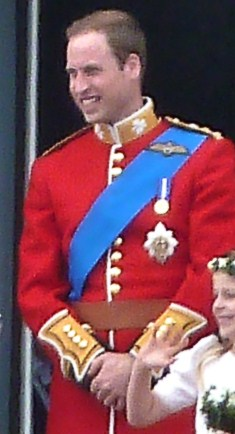
制服を着たウィリアム

ウィリアムは、Guard of Honour勲章を付け、ベアスキン帽の代わりに略帽をかぶって、アイルランド近衛連隊の騎馬兵の制服を着用した。ウィリアムは、イギリス空軍大尉である他、イギリス海軍大尉、イギリス陸軍大尉でもあるため、これらの下級士官の制服を選ぶこともできた。しかし、彼は2011年2月10日にアイルランド近衛連隊の大佐に昇進したため、この衣装を選んだ。彼はガーター勲章の騎士でもあり、彼は、イギリス空軍の名誉進級章とエリザベス女王即位50周年記念メダルをあしらった勲章の青いリボンを身につけた。衣装は、Kashket and Partnersが製作し、サイズを合わせた。ウィリアムは、教会に入る時には、剣を持たなかった。
ヘンリーは、ブルーズ・アンド・ロイヤルズの制服と略帽を着用した。彼は飾緒、クロスベルト、剣のスリングが付いた金色の腰ベルトを身につけたが、剣は持たなかった。また、陸軍航空隊章、エリザベス女王即位50周年記念メダル、アフガニスタン遠征メダルを身につけた。
デザイナーのMarlon Kashketは、ヘンリーの衣装に対する懸念に対処した。そのような懸念の1つは、寺院の暑さであったため、デザイナーは、望ましい見た目を保ちながら熱を吸収する特殊な素材を使った。さらに、軍服には伝統的にポケットがないが、宮殿は、キャサリンの結婚指輪がなくならないように、ヘンリーの衣装の外側に区切られた部分を設けるように求めた。

### 式次第
2人が選んだ次第は、イングランド国教会が1927年に出版した1928 Prayer Bookと実質的に同一のものであった。ウェストミンスター寺院首席司祭のジョン・ホールが、式のほとんどを司宰し、カンタベリー大主教のローワン・ウィリアムズが祝賀を、ロンドン主教のリチャード・シャルトルが説教を担当した。伝統的に長い間、カンタベリー大主教がイギリス国教会の最高位の聖職者であり、イングランドの国王や将来の国王の結婚式を司宰してきた。シャルトルはチャールズの親しい友人で、ウィリアムとケイト・ミドルトン両方の授堅を行った。
式は、エリザベス2世、フィリップ、聖職者の行進で始まった。その直後、ケイト・ミドルトンが花嫁介添人と小姓を伴って到着した。聖歌隊がチャールズ・ヒューバート・パリーの作曲したアンセムを歌い、新婦は、父と共に会衆席と聖歌隊の中を通って、3分半の行進を行い、ウィリアムと出会った。式は形式にのっとって進行し、招待客はオルガンとオーケストラに乗せて、3曲の有名な賛美歌、ファンファーレ、アンセムを合唱した。
結婚の誓いの際、2人は互いに「愛、安らぎ、名誉、持続」を約束し、これは指輪の交換によって確認された。
新婦の弟ジェームズ・ミドルトンが読み上げた教訓は、新約聖書のローマの信徒への手紙（12章1-2節及び9-18節）であり、高潔に平和に生きることを勧める内容であった。
ロンドン主教の説教は、その日が祝日であったシエナのカタリナの引用で始まった。主教は2人に、無私無欲で、互いの必要性を意識し、改善を求めるのではなく愛による変革を求めるように促した。彼は、2人が考案した祈りの言葉で説教を締めくくった。
式は、主席司祭と大主教による祈りと説教とともに進行した。聖歌隊は新しく作曲されたアンセムを歌った。歌が終わった後、ウィリアムとケイトは通路を下り、女王に礼をするために一旦立ち止まった。彼らの後には、他の出席者や親族の行列が続き、ドアのところで2人の最も若いフラワーガールが加わった。
鐘が鳴る中、寺院を離れる際には、様々な部隊から自ら選んだ近衛連隊の列を通り抜け、群衆からの歓声で祝福された。彼らは、4頭の白馬に引き、ライフガーズにエスコートされた四輪馬車「1902 State Landau」に乗り込んだ。他の出席者も、ブルーズ・アンド・ロイヤルズにエスコートされた似たような無幌の馬車に乗った。女王ら王室のメンバーは、女王の所有するクリーブランドベイの引く大型四輪馬車か公用車に乗車した。

#### 音楽

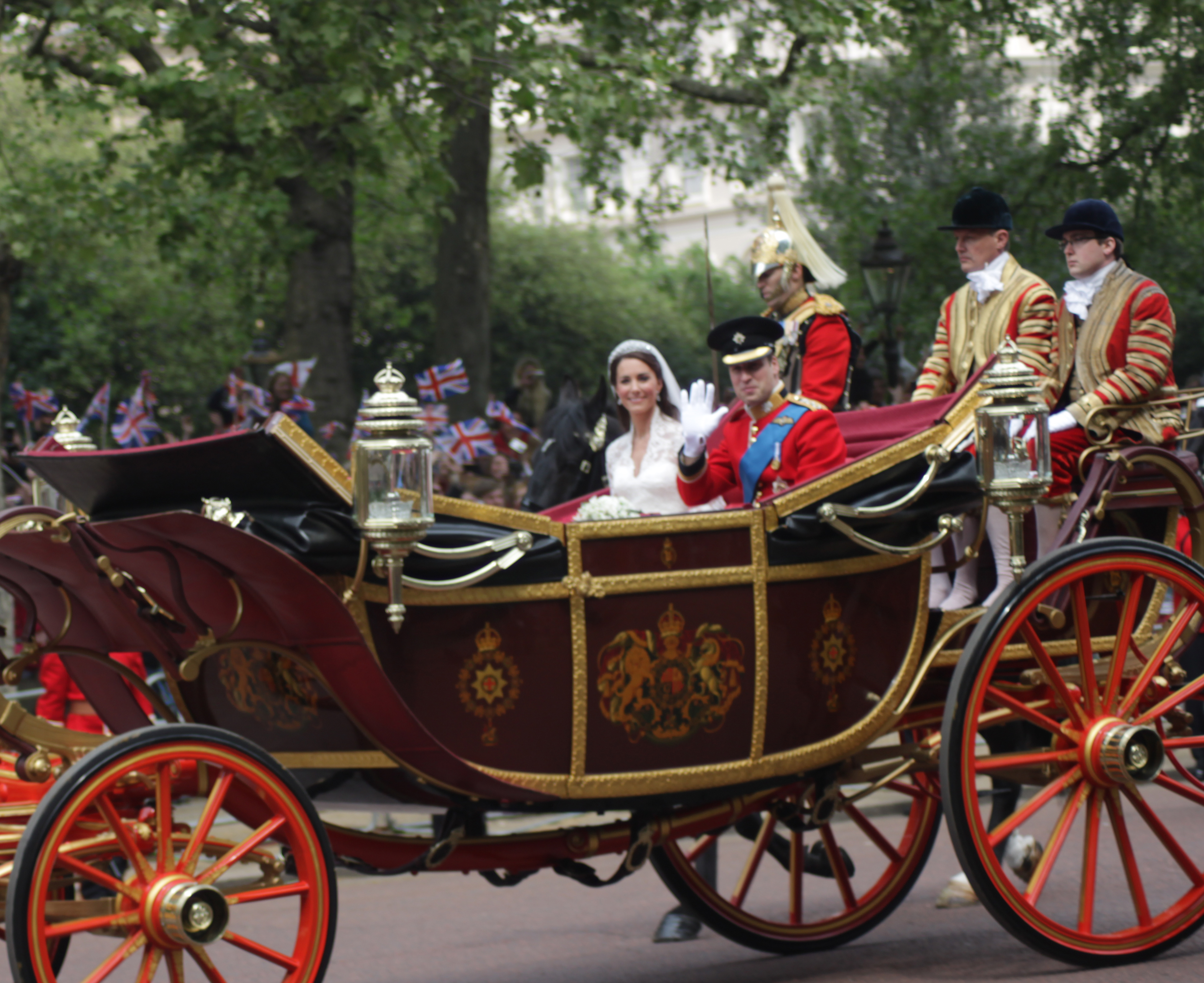
1902 State Landauで寺院から宮殿に帰る2人

2つの聖歌隊（ウェストミンスター寺院聖歌隊、チャペル・ロイヤル）、1つのオーケストラ（ロンドン室内管弦楽団）、1つのファンファーレアンサンブル（イギリス空軍中央軍楽隊）が式典のための音楽を演奏した。聖歌隊は、ウェストミンスター寺院のオルガニストで聖歌隊長のジェイムズ・オドネルが指揮した。オルガンは、寺院のサブオルガニスト、ロバート・クイニーが演奏した。チャペル・ロイヤルのオルガニスト、聖歌隊長、作曲家はアンドリュー・ガントであった。ロンドン室内管弦楽団は、音楽監督で首席指揮者のクリストファー・ウォーレン＝グリーンが指揮した。ファンファーレは、空軍中佐のダンカン・スタブズが指揮した。
2人が通路を進む際には、詩篇第122篇を基にチャールズ・ヒューバート・パリーによって作曲されたアンセム『我は喜べり（I was glad）』が演奏された。この曲は、1902年にウェストミンスター寺院で行われたウィリアムの高祖父の父エドワード7世の戴冠式のために作曲された。
式典の間には、3曲の祝福の賛美歌が歌われた。1曲目の『我を導きたまえ、おお偉大なる贖い主よ（"Guide me, O Thou Great Redeemer"）』は、もともと18世紀ウェールズのメソジストであるウィリアム・ウィリアムズが作曲した曲で、ダイアナの葬儀の際にも歌われた。2曲目の『神々しき愛、優れる全ての愛（"Love Divine, All Loves Excelling"）』は、1904年から1905年のウェールズ・リバイバルの際にチャールズ・ウェスレーが作詞し、ウィリアム・ペンフロ・ローランズが作曲した。この曲は、チャールズとカミラの2005年の結婚式の際にも歌われた。3曲目の『エルサレム』は、ウィリアム・ブレイクの詩にパリーが曲を付けたものである。2人が署名をしている間に使用されたコラールの構成はパリーの『祝福されし静寂のふたり（Blest Pair of Sirens）』とモテットとしてポール・ミローの『慈しみと愛のあるところ (Ubi Caritas et Amor)』と、ジョン・ラターが詩篇から選んだ「今日という日は主が作りたる日なり（詩篇118:28）("This is the day which the Lord hath made")」という言葉からなる特別公認賛歌である。
新しく夫婦となった2人が結婚証明書に署名した際には、ファンファーレアンサンブルの指揮者で空軍中佐のダンカン・スタブズが自身で作曲した『豪胆にして勇敢』が演奏された。Preux et audacieux （フランス語で「豪胆にして勇敢」）は、ウィリアムが捜索救助パイロットとして従軍するイギリス空軍第22飛行中隊のモットーである。ファンファーレの後には、退場の音楽が演奏された。退場の音楽は、ウィリアム・ウォルトンが作曲した『帝冠（"Crown Imperial"）』で、ジョージ6世の戴冠式のために作られ、チャールズとダイアナの結婚式でも演奏された曲である。
式の前には、ピーター・マクスウェル・デイヴィスの2曲の楽器曲（『来たり給え、創造主なる聖霊よ』と『黄色のケーキの音楽（"The Yellow Cake Revue"）』）や、その他、ヨハン・ゼバスティアン・バッハ、ベンジャミン・ブリテン、フレデリック・ディーリアス、エドワード・エルガー、ジェラルド・フィンジ、チャールズ・ヴィリアーズ・スタンフォード、レイフ・ヴォーン・ウィリアムズ、パーシー・ウィットロックの曲が演奏された。
新郎新婦と招待客が教会を出る時には、ウェストミンスター寺院の鐘が鳴らされた。デーヴィッド・ヒリングの指揮の下、ウェストミンスター寺院のボランティアによって、10個のベルで、完了するまでに3時間以上がかかる『王家の結ばれし驚き（"Spliced Surprise Royal"）』という曲が鳴らされた。

### 結婚指輪
キャサリンの結婚指輪は、王室御用達のウォルツスキーによって、ウェールズ産の金を使って作られた。1923年以来、王室の結婚指輪はウェールズの金で作ることが伝統となっていた。この指輪には、北ウェールズのクロガィ金鉱山から採鉱され、エリザベス2世に贈られて以来、王室の金庫に残っていた金が少量使われている。クロガィ金鉱山は19世紀末に最盛期を迎えて20世紀初頭に閉山され、1992年に再開されたが、1998年に再度閉山した。女王は、「長年ウィリアムへの贈り物のために保存してあった一欠片の金を授与した。」と宮殿は公表している。ウィリアムは、結婚式で結婚指輪を受け取らないことを選択した。

### 結婚に伴い授与された称号
結婚の朝、ウィリアムは、ケンブリッジ公爵、ストラザーン伯爵、キャリクファーガス男爵の爵位を与えられ、キャサリンは結婚後にHer Royal Highness The Duchess of Cambridge（ケンブリッジ公爵妃殿下）となった。これは、未だ爵位を持っていない王子が結婚する際に、爵位を授与するという慣習に従ったものである（例えば、アンドルーは1986年の結婚の際にヨーク公となった）。スコットランドのストラザーンは、2人が出会ったセント・アンドルーズに近く、キャリクファーガスは北アイルランドに位置する。既存のウェールズとの名前上のつながりを含め、これで彼はイギリスを構成する4つの地域との繋がりを持ったことになる。

## 警備
結婚式は、暴力や破壊の標的となるため、2月にMI5を含む治安維持機関は、脅威の可能性となり得る「アイルランド共和党員の反乱分子のリスト」を確認した。イスラム過激派組織Muslims Against Crusadesは、結婚式での強力なデモを予告したが、後に延期を発表した。イングランド防衛同盟は、対抗デモを実施し、ロンドン中央部の各駅に50から100人のメンバーを派遣して「鉄の輪」を作り、イスラム過激派を排除することを誓った。

### 治安維持と逮捕
イギリス労働組合会議の支出削減抗議行進に集まって逮捕された60人には、結婚式期間中にロンドン中央部に入らないという条件が付けられて保釈された。
2011年4月28日、政治活動家のChris Knightと他2名は、「公衆に迷惑をかけ、平和を脅かす陰謀を持った」との容疑でスコットランドヤードに逮捕された。3人は、結婚式と同時に、手作りのギロチンを使って、中央ロンドンでアンドルーの人形を「処刑」することを計画していた。ギロチンは作動するものだったが、刃は付いていなかった。
結婚式当日、ロンドン警視庁は、「先制攻撃」を行い、広域での職務質問によって、52人を逮捕した。そのうち13人は、チャリング・クロス駅で反王政のプラカードと「登攀用具」を持っていたとして逮捕された。うち3人がゾンビのメイクをした5人は、「平和を脅かすことを計画した容疑」で、スターバックスに入店したところを逮捕された。ソーホー・スクエアで行われた平和的な抗議活動では、1人の男性が私服警官に逮捕された。John Dale警部は、「彼は、器物損壊の原因となる物を持っていた」と声明を出した。警察は、今回の警備活動全体を「驚異的な成功」であったと評した。
ストラスクライド警察によると、スコットランドでは、ケルビングローブ公園で非公式のストリートパーティを行い、「受忍限度を超える酩酊状態」だった21人が逮捕された。ケルビングローブ公園の事件に向かう警察のバンと衝突したタクシーの運転手が5月10日に死去した。

## 新婚旅行
2人は、結婚式の翌日から新婚旅行に出発したと報じられているが、ウィリアムはすぐに捜査救助パイロットとしての仕事に戻り、2人が出発したのは結婚式の10日後の5月9日であった。新婚旅行の目的地は、当初は伏せられており、キャサリンですら、どこに向かっているのか分からなかった。しかし、彼女が暖かいところに行きたがっていた、暖かい気候のための衣類を買いに行く姿を見たという憶測が蔓延した。報道は南アメリカ、ヨルダン、ケニヤ等に行ったと予測したが、2人は実際は、セーシェルの人里離れた別荘を訪れていた。5月21日朝、セント・ジェームズ宮殿の広報担当者は、2人がイギリスに戻ったことを公表した。新婚旅行の期間は、ウィリアムの空軍の任務と、2人のアメリカ合衆国とカナダへの公式訪問の日程によって制限された。